# (33679) 1999 JY107
1999 JY107 (asteroide 33679) é um asteroide da cintura principal. Possui uma excentricidade de 0.09872310 e uma inclinação de 13.38878º.
Este asteroide foi descoberto no dia 13 de maio de 1999 por LINEAR em Socorro.